# Віктор Сада
Віктор Сада  (ісп. Víctor Sada, 8 березня 1984) — іспанський баскетболіст, олімпійський медаліст.

## Виступи на Олімпіадах
| Олімпіада   | Дисципліна | Місце |
| ----------- | ---------- | ----- |
| Лондон 2012 | баскетбол  | 2     |